# Cobalt(II) selenat
Cobalt(II) selenat là một hợp chất vô cơ, là muối của cobalt và acid selenic với công thức hóa học CoSeO4, tinh thể màu tím khi khan, hòa tan trong nước, tạo thành tinh thể ngậm nước.

## Điều chế
Phản ứng của acid selenic và cobalt(II) carbonat sẽ tạo muối ngậm nước:
{\displaystyle {\mathsf {CoCO_{3}+H_{2}SeO_{4}\ \xrightarrow {70^{o}C} \ CoSeO_{4}+CO_{2}\uparrow +H_{2}O}}}

## Tính chất vật lý
Cobalt(II) selenat khan tạo thành tinh thể màu tím của hệ tinh thể trực thoi, nhóm không gian P bnm, các hằng số a = 0,4892 nm, b = 0,9050 nm, c = 0,6741 nm, Z = 4.
Ở áp suất 4 GPa và nhiệt độ 400 ℃, có sự chuyển pha sang hệ tinh thể trực thoi, nhóm không gian C mcm, các hằng số a = 0,5439 nm, b = 0,810 nm, c = 0,6522 nm, Z = 4.
Nó tạo thành các tinh thể ngậm nước CoSeO4·nH2O, với n = 1, 4, 5, 6 và 7.
Tetrahydrat CoSeO4·4H2O tạo thành tinh thể của hệ tinh thể đơn nghiêng, nhóm không gian P 21/n, các hằng số a = 0,607 nm, b = 1,347 nm, c = 0,808 nm, β = 90,77°, Z = 4..

## Hợp chất khác
CoSeO4 còn tạo một số hợp chất với CS(NH2)2, như CoSeO4·3CS(NH2)2 là tinh thể màu dương, tan trong nước tạo ra dung dịch có màu tương tự.